# Agunnaryds kyrka

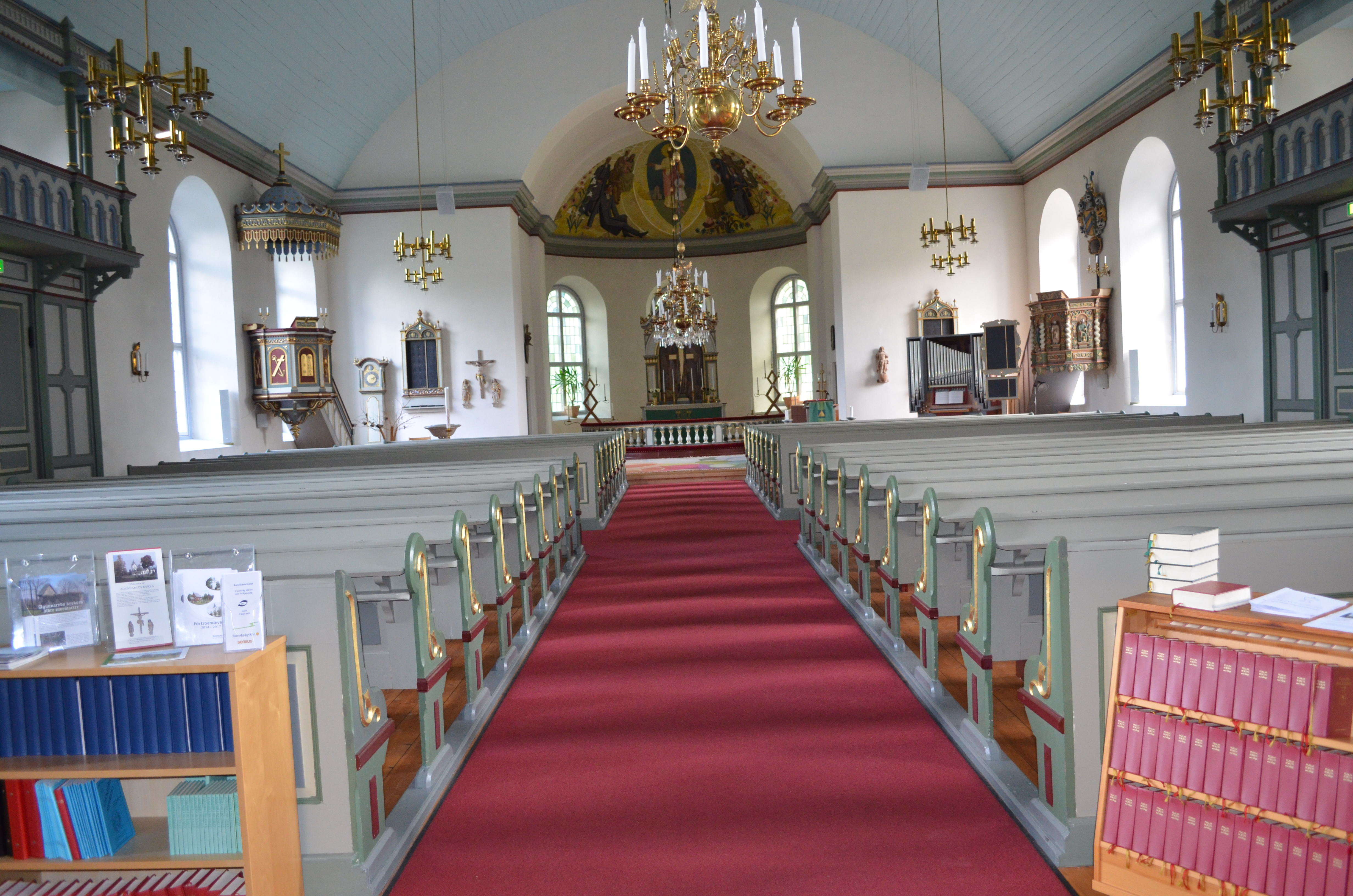
Agunnaryds kyrka, interiör

Agunnaryds kyrka  (uttalas [agu´nnaryd]) är en kyrkobyggnad i Agunnaryd i Ljungby kommun. Den tillhör Agunnaryds församling i Växjö stift.
Agunnaryd har tre kyrkplatser. Den äldsta är Brånanäs vid Agunnarydssjön, där en gårdskyrka legat. En medeltida sockenkyrka låg ungefär 300 meter söder om den nuvarande.

## Kyrkobyggnaden
Den 11 oktober 1874 invigdes Agunnaryds kyrka av biskop H.G.Hultman, Växjö. Den ersatte den gamla kyrkan från 1200-talet som stått öde och förfallen några år. Kyrkan har renoverats flera gånger. År 1936 byggdes det till två sidorum i koret och nya fönster sattes in. År 1958 gjordes två rum bak i kyrkan under läktaren och 2001 gjordes nytt golv i koret, kyrktaket målades om och altaret flyttades fram. 
Kyrkans interiör har även ett mycket säreget utseende genom de två sidoläktare som bygdens son, landstingsman J.M. Carlsson, Målensås ritade till efter det att kyrkoritningen blivit godtagen.
Absidmålningen och takmålningen är utförd av konstnären Torsten Hjelm 1937 och blev delvis omarbetad 1957.

## Inventarier
- Psalmtavla från den gamla 1200-talskyrkan. År 1946 restaurerades den av konservatorn Erik Sköld, Halmstad.

- Golvur tillverkat 1747 av urmakaren Peter Ernst, Växjö, som var en av de främsta urmakarna i Sverige under 1700-talet. Golvuret i Agunnaryd har nummer 248. Det högsta tillverkningsnummer som hittats av Peter Ernst är 1.144. Han har bland annat gjort tornuret i Växjö domkyrka och likaså uret i Högsta Domstolen i Stockholm.
- Predikstolen har tidigare varit i den gamla kyrkan från 1200-talet. Den kom att restaureras 1958 av Erik Sköld, Halmstad. På predikstolen kan man se Jesus samt hans närmaste lärjungar såsom Matteus, Jakob, Johannes och Petrus snidade med sina attribut. Konstnären är okänd. Däremot predikstolen är tillverkad på Marsholm 1592 med bidrag från Nils Siöblad.
- Den trearmade ljusstaken som hänger ovanför predikstolen är även den från den gamla kyrkan och 1600-talet.
- Kristallkronan är utförd i barockstil av mässing och kristall inköpt 1875.
- Dopfunten är från 1944.

## Orgeln
- Orgeln är byggd 1875 av Carl Elfström, Ljungby, och invigdes 1874. Orgeln är mekanisk och har fasta kombinationer.

| Huvudverk I  | Svällverk II      | Pedal           | Koppel |
| Borduna 16´  | Vox Retusa 8´     | Double Open 16´ | I/P    |
| Principal 8´ | Salicional 8´     | Bourdon 8´      | II/I   |
| Gemshorn 8´  | Fleut 4´          | Basun 16´       |        |
| Gedackt 8´   | Svegel 2'         |                 |        |
| Fugara 8'    | Crescendosvällare |                 |        |
| Oktava 4'    |                   |                 |        |
| Rörfleut 4'  |                   |                 |        |
| Qvinta 3     |                   |                 |        |
| Octava 2'    |                   |                 |        |
| Trumpet 8'   |                   |                 |        |

- Den 21 mars 2015 återinvigdes orgeln efter att Ålems orgelverkstad AB gjort en rekonstruktion/renovering.

| Huvudverk I      | Svällverk II       | Pedal           | Koppel |
| Borduna 16´      | Vox Retusa 8´      | Double Open 16´ | I/P    |
| Principal 8´     | Salicional 8´      | Bourdon 8´      | II/I   |
| Gemshorn 8´      | Fleut 4´           | Basun 16´       |        |
| Gedackt 8´       | Flageolett 2' (ny) |                 |        |
| Fugara 8'        | Crescendosvällare  |                 |        |
| Oktava 4'        |                    |                 |        |
| Tertia 3 ½' (ny) |                    |                 |        |
| Qvinta 3         |                    |                 |        |
| Octava 2'        |                    |                 |        |
| Trumpet 8' (ny)  |                    |                 |        |

### Kororgel
Kororgeln är mekanisk och byggd 1978 av J. Künkels Orgelverkstad.
| Manual       | Pedal   |
| Gedackt 8’   | Bihängd |
| Rörflöjt 4’  |         |
| Principal 2’ |         |
| Oktava 1’    |         |